# Bagyidaw
Bagyidaw, também conhecido como Sagaing Min; (23 de julho de 1784 - 15 Outubro 1846) foi o sétimo rei da Dinastia Konbaung de Mianmar (Birmânia) de 1819 até sua abdicação em 1837. Principe de  Sagaing, como era conhecido em sua época, foi escolhido como príncipe herdeiro por seu avô Rei Bodawpaya em 1808, e tornou-se rei em 1819 após a morte do Bodawpaya.
Bagyidaw mudou a capital de Amarapura para Ava em 1823.
No reinado de Bagyidaw irrompeu a Primeira Guerra Anglo-Birmanesa (1824-1826), que marcou o começo do fim da militarista dinastia Konbaung. Bagyidaw tinha herdado o maior império birmanês, perdendo apenas para o rei Bayinnaung, mas foi também aquele que compartilhou uma longa e mal definidas fronteiras com a Índia britânica. Nos anos que precederam a guerra, o rei foi obrigado a suprimir rebeliões apoiadas pelos britânicos nas aquisições ocidentais de seu avô ( Arakan, Manipur e Assam ), mas foi incapaz de deter os ataques transfronteiriços dos territórios e protetorados britânicos. Sua decisão de permitir que o exército birmanês perseguir os rebeldes ao longo das fronteiras vagamente definidas levou à guerra.
A guerra mais longa e mais cara na Índia britânica história terminou decisivamente em favor britânica, e os birmaneses tiveram que aceitar os termos ingleses sem discussão. Bagyidaw foi forçado a ceder todas as aquisições ocidentais de seu avô, e Tenasserim aos britânicos, e pagar uma indenização de um milhão de libras esterlinas, deixando o país financeiramente arruinado durante anos.
Devastado, Bagyidaw por alguns anos tinha a esperança que Tenasserim seria devolvido a ele.
Os britânicos redesenharam a fronteira com Manipur, em 1830, mas em 1833, ficou claro que o britânico não retornariam qualquer um dos ex-territórios. O rei se tornou um recluso, e delegou os poderes para a sua rainha Nanmadaw Me Nu e seu irmão. Seu irmão o príncipe herdeiro Tharrawaddy Min levantou uma rebelião em Fevereiro de 1837, e Bagyidaw foi forçado a abdicar do trono em abril de 1837. O Rei Tharrawaddy executou a Rainha Me Nu e seu irmão, mas colocou Bagyidaw em prisão domiciliar. Bagyidaw morreu em 15 de Outubro de 1846, aos 62 anos.